# FK Pobeda
FK Pobeda foi uma equipe macedônio de futebol com sede em Prilep. 

## História
O FK Pobeda foi fundado em 1941. Disputou a primeira divisão da Macedônia (Macedonian Prva Liga).

## Estádio
Seus jogos são mandados no Stadion Goce Delčev, que possui capacidade para 15.000 espectadores.